# Atentado de Bruselas de 2023
El atentado de Bruselas de 2023 fue un tiroteo que aconteció el 16 de octubre del 2023, cuando alrededor de las 19:15 horas, se produjo un ataque terrorista islamista en la plaza Sainctelette de Bruselas, Bélgica, donde dos ciudadanos suecos murieron poco después y al menos un ciudadano resultó herido.
Las víctimas se dirigían a un partido de fútbol en el estadio Rey Balduino. El pistolero, identificado como Abdesalem Lassoued, tunecino de 45 años, huyó del lugar y publicó un vídeo en las redes sociales afirmando haber sido inspirado por el Estado Islámico. A la mañana siguiente lo localizaron hasta un café, cerca de su domicilio en Schaerbeek, donde la policía belga le disparó en el tórax y murió camino al hospital Saint-Luc.
Tras el ataque, el nivel de amenaza terrorista para Bruselas se elevó de 2 a 4, el nivel más alto (no visto desde los atentados de Bruselas de 2016). En el resto del país, se elevó del nivel 2 al 3. Tras la muerte del perpetrador, Bruselas bajó al 3, el mismo nivel que el resto del país.

## Antecedentes
Desde mediados de la década de 2010, se han llevado a cabo ataques islamistas con bombas y apuñalamientos en Bruselas, incluidos los de 2014, 2016, junio de 2017, agosto de 2017, 2018 y 2022. Una célula terrorista del Estado Islámico tenía su base en la ciudad a mediados de la década de 2010.

## Ataque
Alrededor de las 19.15 horas del 16 de octubre de 2023, Lassoued abrió fuego contra aficionados al fútbol sueco en el cruce del Boulevard de la Neuvième de Ligne y el Boulevard d'Ypres, junto a la Place Sainctelette, en la ciudad de Bruselas. Los aficionados se dirigían al Estadio Rey Balduino, a unos 5 kilómetros de distancia, donde se jugaba el partido de Clasificación para la Eurocopa 2024 entre Bélgica y Suecia. Una víctima recibió un disparo en el vestíbulo de un edificio, mientras que la otra recibió un disparo en un taxi. Un tercer aficionado al fútbol sueco también recibió un disparo y quedó en estado grave, pero que no pone en peligro su vida. Las víctimas eran todas hombres, los dos que murieron tenían entre 60 y 70 años y el que resultó herido tenía 70 años. El pistolero, que vestía una chaqueta naranja fluorescente, huyó en una motocicleta.
El partido de fútbol, que había comenzado a las 20.00 horas, fue suspendido en el descanso cuando se difundió la noticia del ataque. Los jugadores suecos dijeron que no querían jugar la segunda parte del partido y la selección belga estuvo de acuerdo.  Los 35.000 espectadores fueron retenidos en el estadio antes de ser evacuados poco antes de medianoche,. siendo los aficionados suecos los últimos en marcharse. Se informó que los fanáticos suecos se quitaron el uniforme de sus seguidores para evitar ser identificados como suecos. El Ministerio de Asuntos Exteriores sueco aconsejó a los suecos en Bruselas que estuvieran atentos.
Poco después del ataque, circuló en las redes sociales un vídeo de un hombre que hablaba árabe y se atribuía la responsabilidad del tiroteo. El hombre dijo que se inspiró en el Estado Islámico.  Un portavoz de la fiscalía federal belga afirmó que la investigación se centraba en un motivo terrorista, y que el objetivo eran ciudadanos suecos, posiblemente a causa de las recientes quemas de Corán en Suecia. El atacante fue identificado como Lassoued.
Como resultado del ataque, el nivel de amenaza terrorista para Bruselas se elevó de 2 a 4, el nivel más alto, y se elevó al segundo nivel más alto en el resto del país.

### Muerte del perpetrador
A la mañana siguiente, la policía recibió un aviso de que Lassoued estaba en un café cerca de donde vivía en Schaerbeek. Durante el arresto, la policía le disparó en el pecho. Los paramédicos intentaron reanimarlo y lo trasladaron al hospital, donde fue declarado muerto. Su muerte fue confirmada por la ministra del Interior belga, Annelies Verlinden, en la plataforma de redes sociales X. En su poder se encontró el arma utilizada en el ataque, así como una bolsa con ropa.  Después de su muerte, el nivel de amenaza terrorista para Bruselas se redujo a 3, al igual que el resto de Bélgica.

## Investigación

### Perfil del sospechoso
El 17 de octubre, el primer ministro sueco, Ulf Kristersson, celebró una conferencia de prensa en la que afirmó que había recibido información de que Lassoued había estado anteriormente en Suecia y había sido sospechoso de actividades terroristas en Túnez. Inicialmente se informó que la policía sueca  no lo conocía, pero una revisión más detallada encontró que había vivido ilegalmente en Suecia entre 2012 y 2014 usando nombres diferentes y había estado encarcelado por un período; Posteriormente fue deportado de Suecia..
Lassoued había entrado en Europa en 2011 a través de Lampedusa, una isla italiana en el Mar Mediterráneo, haciendo el viaje en un pequeño barco. En la década posterior a su llegada a Europa, se sabe que buscó asilo en Bélgica, Italia, Noruega y Suecia, todos los cuales rechazaron sus solicitudes, y parece haber viajado entre diferentes países europeos utilizando varias identidades. Las autoridades belgas lo habían señalado por posible extremismo y un "servicio de inteligencia extranjero" también había emitido una advertencia sobre él en 2016. Después de haber amenazado a otro tunecino en un centro de asilo, Lassoued fue llamado para ser interrogado el 17 de octubre (el día después del ataque) por las autoridades belgas.
Después de la muerte de Lassoued, el fiscal federal dijo a los periodistas que se pensaba que había actuado como un lobo solitario y no como miembro de un grupo terrorista. Más tarde, en la tarde del 17 de octubre, el Estado Islámico se atribuyó la responsabilidad del ataque a través de su agencia de noticias Amaq.

### Motivo
Las autoridades belgas difundieron que el motivo del asesinato fue que las víctimas eran suecas y posiblemente una venganza por las quemas del Corán de 2023 en Suecia. Las víctimas vestían camisetas de la selección de fútbol de Suecia cuando les dispararon. En un vídeo publicado después del ataque, el autor afirmó estar apuntando directamente a suecos. Lassoued había seguido una cuenta en la aplicación de redes sociales TikTok que difundía teorías de conspiración sobre el secuestro de niños musulmanes por parte de las autoridades sociales suecas.  Horas antes de cometer el ataque, había escrito y compartido una publicación sobre el asesinato de Wadea Al-Fayoume en Estados Unidos, que estaba indirectamente relacionado con la guerra entre Israel y Gaza;

## Reacciones
- Suecia: El primer ministro sueco, Ulf Kristersson, expresó sus condolencias por las víctimas.[33] El ministro de Justicia sueco, Gunnar Strommer, calificó los ataques como "una noticia terrible".[34]
- Bélgica: El Primer Ministro belga, Alexander De Croo, envió sus condolencias.[35]
- Dinamarca: La primera ministra danesa, Mette Frederiksen, envió sus condolencias la noche del ataque.[29]
- Francia: Durante una visita a Albania, el presidente francés, Emmanuel Macron, comentó sobre el ataque que "Europa ha sido sacudida".[14]
- Países Bajos: Los Países Bajos reforzaron su control fronterizo debido al tiroteo.[36]